# Віллаурбана
Віллаурбана (італ. Villaurbana, сард. Biddaubrana) — муніципалітет в Італії, у регіоні Сардинія,  провінція Ористано.
Віллаурбана розташована на відстані близько 390 км на південний захід від Рима, 80 км на північ від Кальярі, 18 км на схід від Ористано.
Населення — 1676 осіб (2014).
Щорічний фестиваль відбувається 20 липня. Покровитель — Santa Margherita.

## Демографія
Населення за роками:

Станом на 1 січня 2023 року в муніципалітеті офіційно проживало 10 іноземців з 5 країн, серед них 8 громадян країн Євросоюзу та 1 громадянин України.

## Сусідні муніципалітети
- Аллаї
- Могорелла
- Ористано
- Пальмас-Арбореа
- Руїнас
- Сіаманна
- Узеллус
- Вілла-Верде